# خولیو سن امتریو
خولیو سن امتریو (اسپانیایی: Julio San Emeterio‎; ۳۱ مارس ۱۹۳۰ – ۲۸ آوریل ۲۰۱۰) دوچرخه‌سوار اهل اسپانیا بود. وی در مسابقات تور دو فرانس و جیرو دیتالیا شرکت کرده است.